# Zoran Pavlović
Zoran Pavlović (Tuzla, 27. lipnja 1976.) bivši je slovenski nogometaš, po poziciji vezni igrač. 

## Nagrade i postignuća

### Rudar Velenje
- Slovenski nogometni kup
  - Prvak (1): 1997./98.

### Dinamo Zagreb
- Prva HNL
  - Prvak (1): 1999./00.
- Hrvatski nogometni kup
  - Osvajač (1): 2000./01.

### Maribor
- Prva slovenska nogometna liga
  - Prvak (1): 2008./09.
- Slovenski nogometni kup
  - Osvajač (1): 2009./10.
- Slovenski nogometni superkup
  - Osvajač (1): 2009.

## Vanjske poveznice
- (češ.) Zoran Pavlović – statistike u Prvoj češkoj nogometnoj ligi na idnes.cz
- (slov.) Zoran Pavlović – statistike u Prvoj slovenskoj nogometnoj ligi na prvaliga.si
- (slov.) Zoran Pavlović  Arhivirana inačica izvorne stranice od 20. veljače 2016. (Wayback Machine) na nzs.si